# 1, 2, 3, 4
«1, 2, 3, 4» (a veces subtitulado I Love You) es el segundo sencillo del segundo álbum mundial de la banda Plain White T's, Big Bad World. Esta canción alcanzó el puesto #34 de los U.S Billboard Hot 100 en abril de 2009 y certificada como Platino en junio del mismo año, habiendo vendido más de 1 millón de copias digitales.

## Éxito en las listas musicales
Desde su lanzamiento en diciembre de 2008, la canción ha sido comparada con el hit de la banda "Hey There Delilah" por su sonido de Rock acústico. En febrero de 2009, "1, 2, 3, 4" comenzó a escalar posiciones en el Billboard Hot 100, alcanzando a ubicarse en la posición 34 del chart, siendo así el mejor hit de la banda en ese chart después de "Hey There Delilah".
En el Hot Adult Top 40 Tracks, la canción ha aparecido durante 26 semanas hasta ahora, y si posición más alta en el chart es el puesto #5.

## Posicionamiento en listas
| Listas (2009)                       | Mejor posición |
| ----------------------------------- | -------------- |
| Alemania (Media Control AG)         | 37             |
| Estados Unidos (Billboard Hot 100)  | 34             |
| Estados Unidos (Adult Contemporary) | 10             |
| Estados Unidos (Adult Top 40)       | 5              |
| Estados Unidos (Mainstream Top 40)  | 32             |